# Willem Vincent van Wittenhorst

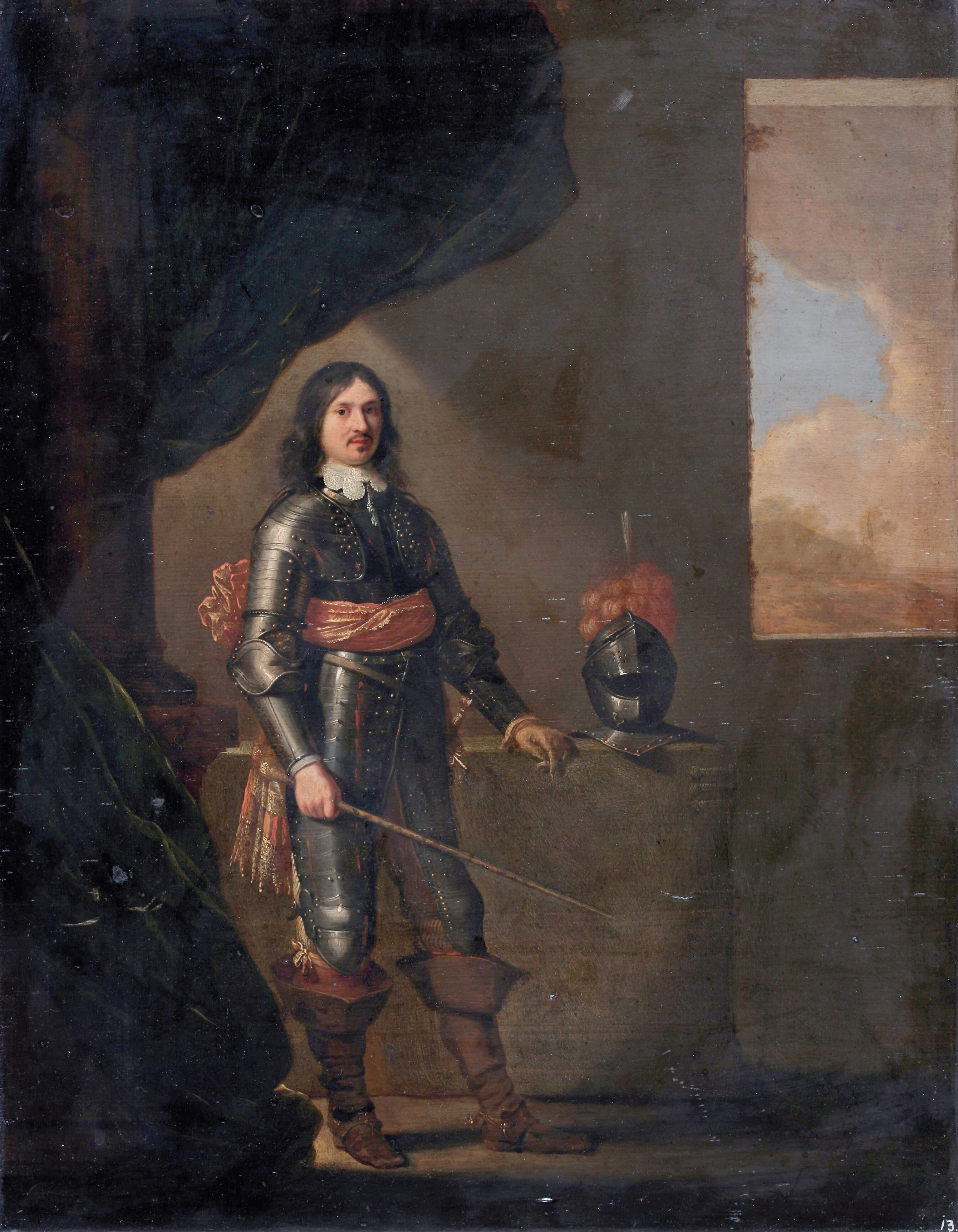
Wilhelm Vincent van Wyttenhorst (1613-1674)

Familiewapen van Wittenhorst

Willem Vincent van Wittenhorst heer van Besoyen, Dronghelen, Gansoyen en Horst (1613 - 4 april 1674) begraven te Horst. Hij was een zoon van Johan baron van Wittenhorst, heer van Sonsveld, Drongelen en Oyen en Adriana van Beieren-Schagen.
Van Wittenhorst woonde aanvankelijk (1656) te Utrecht. Hij kocht op 8 maart 1660 de halve heerlijkheid Horst van Arnold V Wolfgang Huyn van Geleen. Op 28 september 1660 werd hij wegens het riddermatig goed ter Horst, waarmee hij 7 mei 1660 beleend was, als lid der ridderschap toegelaten.

## Huwelijken en kinderen
In 1646 trouwde hij met Wilhelmina van Bronckhorst (Delft, 1601 - Horst, 25 mei 1669). Zij was een dochter van Nicolaas III van Bronckhorst en van Josina van Amstel van Mijnden en daardoor een kleindochter van Nicolaas II van Bronckhorst. Uit zijn eerste huwelijk had hij geen kinderen.
Een jaar na het overlijden van Wilhelmina trouwde hij in 1670 met zijn nicht Catharina Cecilia van Bocholtz tot Grevenbroeck (overleden op 19 februari 1724). Zij was een dochter van Jan Willem van Bocholtz tot Grevenbroeck en Anna, barones van Hoensbroek. Uit zijn tweede huwelijk werden o.a. geboren:
- Maria Adriana Alexandrina Theresia van Wittenhorst (Horst, 2 augustus 1672 - Horst 15 augustus 1738) vrouwe van Horst en Sevenum en Gansoyen. Zij werd als erve van haar broer Johan op 16 november 1716 beleend met de halve heerlijkheid Horst. Zij trouwde te Horst op 20 oktober 1714 met Anton Ulrich van Arberg, graaf van Fresin (overleden te Horst op 20 november, begraven aldaar op 22 november 1724). Hij was weduwnaar van Marie Bernardine van Renesse van Elderen (1653-) met wie hij op 19 oktober 1690 was gehuwd. Zij was een dochter van Georges Frederik van Renesse van Elderen baron van Elderen, heer van Masny, Oostmalle en Haarlem (1611-1681) en Anna Margaretha van Bocholtz (1628-1692).
- Johan Willem van Wittenhorst (Horst, 19 oktober 1673 - Den Bosch, 16 september 1715) begraven te Horst op 19 september 1715. Hij werd (nog minderjarig) op 22 september 1674 met de halve heerlijkheid Horst beleend, vernieuwde deze op 21 juni 1710 (meerderjarig). In 1695 werd hij wegens het huis de Donck te Sevenum tot de ridderschap toegelaten. Hij trad toe in de Hollandse dienst en werd majoor in het regiment te paard van generaal-majoor graaf van Athlone. Op 4 juni 1705 werd hij benoemd tot kolonel bij hetzelfde regiment. Hij stierf als brigadier der cavalerie.[1][2] De halve heerlijkheid Horst vererfde hij naar zijn zuster Anna, evenals de ambachtsheerlijkheid Drongelen.

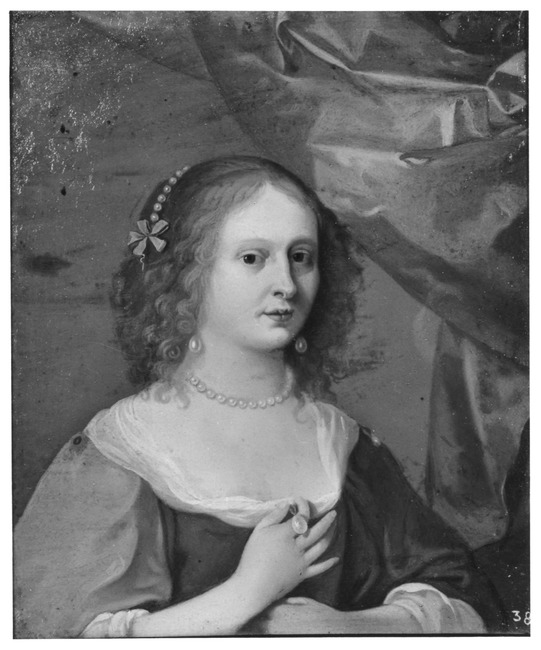
Wilhelmina van Bronckhorst-Bleijswijk
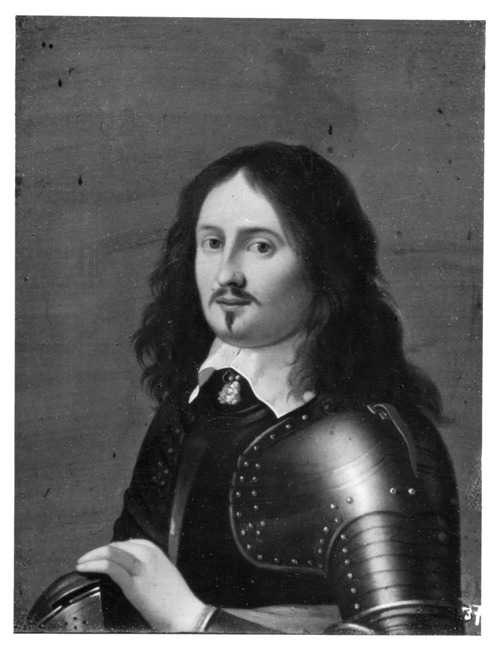
Willem Vincent van Wittenhorst